# Minskoje (Kaliningrad)
Minskoje (russisch Минское, deutsch zu Klein Pelledauen, 1938–1945 zu Kreuzstein) ist ein Ort in der russischen Oblast Kaliningrad. Er gehört zur kommunalen Selbstverwaltungseinheit Munizipalkreis Osjorsk im Rajon Osjorsk.
Minskoje befindet sich heute allerdings offenbar am ehemaligen Ort Naujoken/Kleinauerfluß.

## Geographische Lage
Minskoje liegt (offenbar) am westlichen Ufer der Angerapp (russisch: Angrapa) zwei Kilometer südwestlich der Rajonstadt Osjorsk (Darkehmen/Angerapp) an der Kommunalstraße 27K-332 nach Wolnoje (Wollehnen).

## Geschichte
Der Ort Minskoje wurde im November 1947 gebildet, als er gemäß dem damaligen sowjetischen Umbenennungserlass aus dem ostpreußischen Ort „Pelledauen“ entstand. Damit waren vielleicht die nördlichen Höfe des Ortes Klein Pelledauen gemeint, die sich unmittelbar am Südufer der Angerapp befanden. Da Klein Pelledauen im Jahr 1950 in Fastowo (heute zu Wolnoje) umbenannt wurde, gibt es auch die Lesart, dass mit Pelledauen der am anderen Ufer der Angerapp befindliche Ort Groß Pelledauen/Jungferngrund (heute zur Stadt Osjorsk) gemeint war.
Minskoje wurde dem Dorfsowjet Otradnowski selski Sowet im Rajon Osjorsk zugeordnet. 1963 gelangte der Ort in den neu gebildeten Lwowski selski Sowet. Von 2008 bis 2014 gehörte Minskoje zur Landgemeinde Krasnojarskoje selskoje posselenije, von 2015 bis 2020 zum Stadtkreis Osjorsk und seither zum Munizipalkreis Osjorsk.

## Kirche
Bis 1945 gehörte die überwiegend evangelische Bevölkerung von Groß Pelledauen/Jungferngrund und Klein Pelledauen/Kreuzstein zum Kirchspiel Darkehmen (1938–1946 Angerapp, seit 1946: Osjorsk) im Kirchenkreis Darkehmen in der Kirchenprovinz Ostpreußen der Kirche der Altpreußischen Union. Die beiden letzten deutschen Geistlichen waren die Pfarrer Johannes Gemmel und Helmut Passauer.
Während der Sowjetzeit waren kirchliche Aktivitäten untersagt. Erst in den 1990er Jahren bildeten sich in der Oblast Kaliningrad neue evangelische Gemeinden. Minskoje liegt im Bereich der Gemeinde der Salzburger Kirche in Gussew (Gumbinnen), der der ebenfalls neu errichteten Propstei Kaliningrad in der Evangelisch-Lutherischen Kirche Europäisches Russland zugehört.